# Köbach (Neunkirchen-Seelscheid)

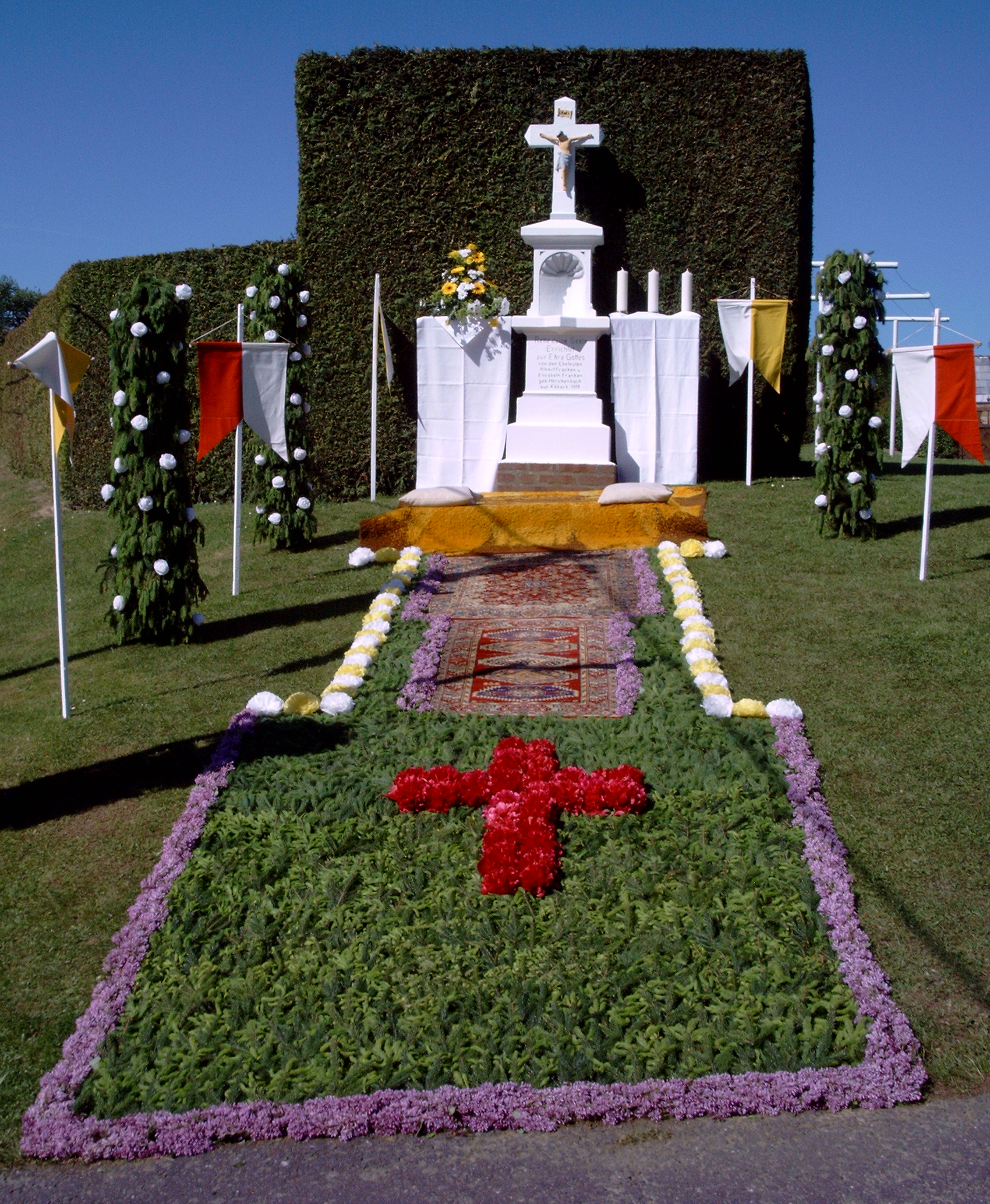
Das Wegkreuz von Köbach geschmückt zur Fronleichnamsprozession 2010

Köbach ist ein Ortsteil am östlichen Rand der Gemeinde Neunkirchen-Seelscheid im nordrhein-westfälischen Rhein-Sieg-Kreis.
An Köbach vorbei läuft der untere von zwei Bächen ebenfalls des Namens Köbach zum Werschbach, der in die Bröl mündet. Einige hundert Meter nordöstlich des Baches in der Nachbargemeinde Much gibt es eine Ortschaft Köbach am kleineren und höheren Werschbach-Zufluss gleichen Namens.

## Traditionen
Bei Feierlichkeiten wie Hochzeiten und Kommunionen wird von der Köbacher Dorfgemeinschaft das betroffene Haus mit einem Kranz aus Tannenzweigen geschmückt.
In Köbach gibt es ein Wegkreuz bzw. einen Bildstock. Alle sieben Jahre führt die Fronleichnamsprozession von der Kirche St. Anna Hermerath durch Köbach, wozu das Kreuz und der Ort geschmückt werden. Die Inschrift des Bildstocks lautet:
| Rette deine Seele Errichtet zur Ehre Gottes von den Eheleuten Albert Franken u. Elisabeth Franken geb. Herchenbach aus Köbach 1919 |

Eine historische Gestalt ist der Ritter Göttscheid, der Namenspatron der Grundschule von Neunkirchen geworden ist.